# Kamienica Cieszkowskiego 6 w Bydgoszczy
Kamienica Cieszkowskiego 6 w Bydgoszczy – zabytkowa kamienica w Bydgoszczy.

## Położenie
Budynek znajduje się w północnej pierzei ul. Cieszkowskiego, nieopodal ul. Gdańskiej.

## Historia
Kamienica powstała w latach 1897–1898 według projektu miejskiego radcy budowlanego w Bydgoszczy Carla Meyera, jako jego dom własny. Była jedną z pierwszych kamienic wzniesionych przy wytyczonej kilka lat wcześniej ulicy Cieszkowskiego. Prace budowlane, których koszt wyniósł 57 tys. marek, prowadziła firma Hermanna Lewandowskiego, a ciesielskie – Rudolfa Berndta.
W 1915 r. nieruchomość zmieniła właściciela, a w dwudziestoleciu międzywojennym zaliczała się do nich m.in. Czesława Sikorska. W 1941 roku kamienicę zarekwirowało Ministerstwo Pracy III Rzeszy, umieszczając w niej biura Urzędu Zaopatrzenia.
W 2017 planowana jest renowacja elewacji frontowej.

## Architektura
Trzykondygnacyjny budynek z poddaszem mieszkalnym założony jest na planie wieloboku z ryzalitami. Budynek prezentuje styl eklektyczny, typowy dla bydgoskich kamienic końca XIX wieku. Wśród dekoracji znajdują się m.in. stylizowane ornamenty solarne oraz kartusze z maskowym klejnotem, palmetowymi labrami i wstęgą. Na elewacji umieszczono też kartusz z trójkątem i cyrklem, symbolizującymi zawód pierwszego właściciela.